# Albert Sánchez Piñol
Albert Sánchez Piñol (Barcelona; 11 de julho de 1965) é um escritor e antropólogo espanhol. A maior parte da sua obra literária está escrita em catalão. É membro do Centro de Estudos Africanos e tem colaborado na escrita de anuários para enciclopédias. Não terminou os estudos de Direito, mas concluiu os de Antropologia pela Universidade de Barcelona.
A sua primeira novela, La piel fría, deu-lhe reconhecimento unânime do público e da crítica. A sua obra tem semelhanças com outras de autores consagrados como Joseph Conrad, Robert Louis Stevenson e  Howard Phillips Lovecraft.

## Obra

### Narrativa
- Compagnie difficili (Compañía difícil, 2000, Literalia), co-escrito com Marcelo Fois
- Les edats d'or (As idades de ouro, 2001, Proa)
- La pell freda (A pele fria, 2002), finalista do Premi Llibreter. Prémio Ojo Crítico 2003
- Pandora al Congo (Pandora no Congo, 2005, Suma de Letras y La Campana)
- Tretze Tristos Tràngols (Treze tristes trances, 2008, La Campana), livro de relatos
- Victus (2012, La Campana)
- El bosc, conto adaptado a filme, unicamente disponível em livro eletrónico, (2012, La Butxaca)
- Vae Victus (2015, La Campana)
- Fungus (2018, La Campana)
- El monstre de Santa Helena (2022, La Campana)
- Pregària a Prosèrpina (2023, La Campana)

### Ensaio
- Pallassos i monstres
- Quan érem genocides (2017, Núvol, livro eletrónico)
- Les estructures elementals de la narrativa (2021, La Campana)

### Artigos
- "Las aventuras del género", El País, 1 de setembro de 2006, http://elpais.com/diario/2006/09/01/cine/1157061605_850215.html

## Adaptações
- El bosque adaptada para cinema em 2012 pelo cineasta e escritor espanhol Óscar Aibar.
- La piel fría adaptada  para cinema (Cold Skin, de 2017) pelo cineasta francês Xavier Gens.
- Victus adaptada a banda desenhada por Carles Santamaría, Cesc F. Dalmases, Marc Sintes.

## Bibliografía
- DARICI, Katiuscia, 2014a, “Como si fuera una novela.  El África de Albert Sánchez Piñol entre metaliteratura e hibridación genérica”, Divergencias (University of Arizona) Vol. 12, #2, Winter 2014, pp. 3-12.
- Darici, Katiuscia, 2014b, “El cuerpo y la isla. Metáforas de la corporeidad y el espacio en La piel fría de Albert Sánchez Piñol”, Orillas, 3, RUMBOS: Isole (spazi fisici, simbolici e mentali della distanza, della marginalità e della progettazione remota), pp. 1-16,
- Darici, Katiuscia, 2014c, “Elementos oníricos y estrategias metanarrativas en La piel fría de Albert Sánchez Piñol”, en: Bárbara Greco y Laura Pache Carballo (eds.), Variaciones de lo metarreal en la España de los siglos XX y XXI, Madrid, Biblioteca Nueva, pp. 209-219.
- Darici, Katiuscia, 2015, "Yo soy el monstruo. La piel fría de Albert Sánchez Piñol y la imagen reflejada". Inclusiones, Vol. 2. Num. 4. Octubre-diciembre (2015), pp. 98-106.
- DARICI, Katiuscia, 2020, La piel fría de Albert Sanchez Piñol. Una novela in limine. Verona: QuiEdit.
- DARICI, Katiuscia, 2021, “Sánchez Piñol, escritor de best sellers”, en Traslaciones. Identidades hibridas en las literaturas ibéricas. Alessandria: ed. dell’Orso, pp. 71-112.